# دالي يانغ
دالي يانغ (بالإنجليزية: Dali Yang)‏ هو عالم سياسة أمريكي، ولد في 1964 في الصين.